# ميخائيل بابيتشيف
ميخائيل بابيتشيف (الروسية: Бабичев, Михаил Анатольевич) هو لاعب كرة قدم بيلاروسي في مركز الوسط، ولد في 2 فبراير 1995 في Pastavy ‏ في بيلاروس. لعب مع توربيدو جودينو وروبين قازان ونادي آر إف إس ونادي فيتيبسك ونادي نوم كاليو ونيمان غرودنو.

## وصلات خارجية
- ميخائيل بابيتشيف على موقع اتحاد إستونيا (الإنجليزية)
- ميخائيل بابيتشيف على موقع قاعدة بيانات كرة القدم.إي يو (الإنجليزية)
- ميخائيل بابيتشيف على موقع Soccerway.com (الإنجليزية)